# Чаплигін Сергій Вікторович
Сергій Вікторович Чаплигін (13 березня 1976 , Одеса ) — український футболіст, захисник.

## Біографія
Вихованець футбольної школи одеського «Чорноморця». 1992 року почав виступати за другу команду «моряків» у другій лізі чемпіонату України, де грав упродовж 4 сезонів. В основному складі одеситів з'явився на полі лише один раз, 1994 року в матчі Кубка України проти шахтарської «Медіти». 1995 року перейшов до кременчуцького «Нафтохіміка», який виступав у першій лізі. Влітку 1995 став гравцем донецького «Шахтаря». Єдину гру у вищій лізі у складі «гірників» провів 17 червня 1996, на 83-й хвилині виїзного матчу проти тернопільської «Ниви» замінивши Георгія Чіхрадзе. Також відіграв за «Шахтар» один матч у Кубку України, проте більшу частину часу виступав за «Шахтар-2» у другій лізі. Також провів півроку у «Шахтарі» з Макіївки у першій лізі. 1998 року став гравцем футбольного клубу «Черкаси», якому допоміг у 2000 році здобути бронзові нагороди першого дивізіону. Потім, протягом 2000 року виступав у кременчуцькому «Кремені» та кіровоградській «Зірці», після чого повернувся до Черкас. 2002 року перейшов у харківський «Арсенал», у складі якого і провів останню гру на професійному рівні того ж року
2000 року закінчив Одеський педагогічний університет ім. Ушинського

## Досягнення
- Бронзовий призер Першої ліги чемпіонату України: 1999/00